# Нововасилівка (Бердянський район)
Нововаси́лівка — село в Україні, в Бердянській міській громаді Запорізької області. Населення становить 2544 осіб.

## Географія
Село Нововасилівка розташоване на правому березі річки Берда, на протилежному березі — село Старопетрівка. На відстані 3 км наявне місто Бердянськ. Поруч проходять автомобільні дороги М14 (E58).

## Історія
Село засноване в кінці XVIII століття. Сучасну назву село отримало 1861 р., однак довий час воно мало ще кілька паралельних назв (у джерелах позначається по-різному: Кенегес, Кенегез 2-й, 2-ий Кенегез). Ці останні назви залишили після себе ногайці — тюркомовний кочовий народ, який походив від золотоординського хана Ногая, праправнука Чингісхана. Саме тут вони облаштували свій аул довжиною 0,6 км із назвою, якою увічнили давній тюркський рід. Після масового від'їзду ногайців до Туреччини із Бердянського повіту, зокрема й із Кенегесу, з 1861 р. почалось його заселення вихідцями з сіл Берестове та Попівка Бердянського повіту Таврійської губернії (27 сімей) та селянами з Курської губернії Росії (135 сімей). У Запорізькому обласному архіві зберігається метрична книга зі сповідними розписами Володимиро-Богородицького приходу села Нововасилівки за 1864 р., в яких зафіксовано списки персонального складу переселенців із українських сіл Бердянського повіту. Відомо, що 1864 р. у Нововасилівці проживало 1187 осіб
На околиці Нововасилівки височіє кілька курганів (могил). Один із них, що був розкопаний у 1977—1978 рр. Інститутом археології АН УРСР, виявився найбільшим у Північному Приазов'ї царським скіфським курганом середини IV ст. до н. е.

## Населення
За переписом населення України 2001 року в селі мешкали 2544 особи.

### Мова
Розподіл населення за рідною мовою за даними перепису 2001 року:
| Мова            | Кількість | Відсоток |
| --------------- | --------- | -------- |
| російська       | 1624      | 63.84 %  |
| українська      | 905       | 35.57 %  |
| білоруська      | 7         | 0.28 %   |
| вірменська      | 2         | 0.08 %   |
| румунська       | 1         | 0.04 %   |
| грецька         | 1         | 0.04 %   |
| болгарська      | 1         | 0.04 %   |
| інші/не вказали | 3         | 0.11 %   |
| Усього          | 2544      | 100 %    |

## Об'єкти соціальної сфери
- Школа
- Дитячий садочок
- Клуб
- Будинок культури
- Лікарська амбулаторія